# Проблема горизонту

Коли ми дивимося на реліктове випромінювання, він походить із відстані 46 мільярдів світлових років. Однак на момент випромінювання світла Всесвіт був набагато молодшим (300 000 років). У той час світло досягало б лише менших кіл. Дві точки, зазначені на діаграмі, не змогли б стикнутися одна з одною, тому що їх сфери причинності не перетинаються.

Проблема горизонту (також відома як проблема однорідності ) — це проблема космологічного тонкого налаштування в рамках моделі Всесвіту Великого вибуху. Це виникає через труднощі в поясненні спостережуваної однорідності причинно роз’єднаних областей простору за відсутності механізму, який всюди встановлює однакові початкові умови. Вперше на це звернув увагу Вольфганг Ріндлер у 1956 році. 
Найпоширенішим рішенням є космічна інфляція. Різні рішення пропонують циклічний Всесвіт або змінну швидкість світла.

## Передумови

### Астрономічні відстані та горизонти частинок
Відстані до спостережуваних об'єктів на нічному небі відповідають часом у минулому. Ми використовуємо світловий рік (відстань, яку світло може подолати за один земний рік), щоб описати ці космологічні відстані. Галактика, відстань до якої становить десять мільярдів світлових років, здається нам такою, якою вона була десять мільярдів років тому, тому що світлу знадобилося стільки часу, щоб добратися до спостерігача. Якщо розглянути дві галактики на відстані двадцять мільярдів світлових років, кожна з яких розташована на відстані 10 мільярдів років від нас, то світло від першої галактики ще не досягло другої, тому що Всесвіту лише близько 13,8 мільярдів років, але при цьому ми можемо бачити обидві галактики. У більш загальному сенсі, існують частини Всесвіту, які видимі для нас, але невидимі одна для одної, за межами відповідних горизонтів частинок одна одної.

### Причинне поширення інформації
У прийнятих релятивістських фізичних теоріях жодна інформація не може поширюватися швидше за швидкість світла. У цьому контексті «інформація» означає «будь-який вид фізичної взаємодії». Наприклад, тепло буде природним шляхом перетікати з більш гарячої області в більш холодну, і з точки зору фізики це один із прикладів обміну інформацією. Враховуючи наведений вище приклад, дві галактики, про які йде мова, не могли обмінюватися будь-якою інформацією; вони не перебувають у причинному контакті. За відсутності загальних початкових умов можна було б очікувати, що їхні фізичні властивості будуть різними, і, загалом, що Всесвіт у цілому матиме різні властивості в причинно не пов’язаних областях.

### Проблема горизонту
Всупереч цьому очікуванню, спостереження космічного мікрохвильового фону (реліктове випромінювання) і галактик показують, що спостережуваний Всесвіт є майже ізотропним, що, через принцип Коперника, також означає однорідність. Спостереження реліктове випромінювання показують, що температури реліктове випромінювання у різних частинах неба збігаються з точністю до {\displaystyle \Delta T/T\approx 10^{-5},} де {\displaystyle \Delta T} це різниця між спостережуваною температурою в певній частині неба та середньою температурою неба {\displaystyle T}. Така маленька різниця означає, що все небо, а отже, і весь спостережуваний Всесвіт, має бути причинно зв'язаним достатньо довго, щоб Всесвіт досяг теплової рівноваги.
Згідно з моделлю Великого вибуху, коли щільність Всесвіту, що розширюється, падала, у певний момент часу він досяг температури, при якій фотони випадали з теплової рівноваги з матерією; вони відокремилися від електрон-протонної плазми і почали вільний потік по Всесвіту. Цей момент часу називають епохою рекомбінації. У епоху рекомбінації електрони та протони зв’язувалися з утворенням електронейтрального водню, а без вільних електронів, які б розсіювали фотони, фотони почали вільний потік. Цю епоху ми і можемо спостерігати через реліктове випромінювання. Оскільки ми спостерігаємо реліктове випромінювання як фон для об’єктів із меншим червоним зміщенням, ми описуємо цю епоху як перехід Всесвіту від непрозорого до прозорого. реліктове випромінювання фізично описує, так звану «поверхню останнього розсіювання», як показано на малюнку нижче.
Зверніть увагу, що на наступних діаграмах ми використовуємо конформний час. Конформний час описує проміжок часу, який знадобиться фотону, щоб подолати відстань від місця розташування спостерігача до найбільш далекої спостережуваної відстані (якби Всесвіт припинив розширення прямо зараз).

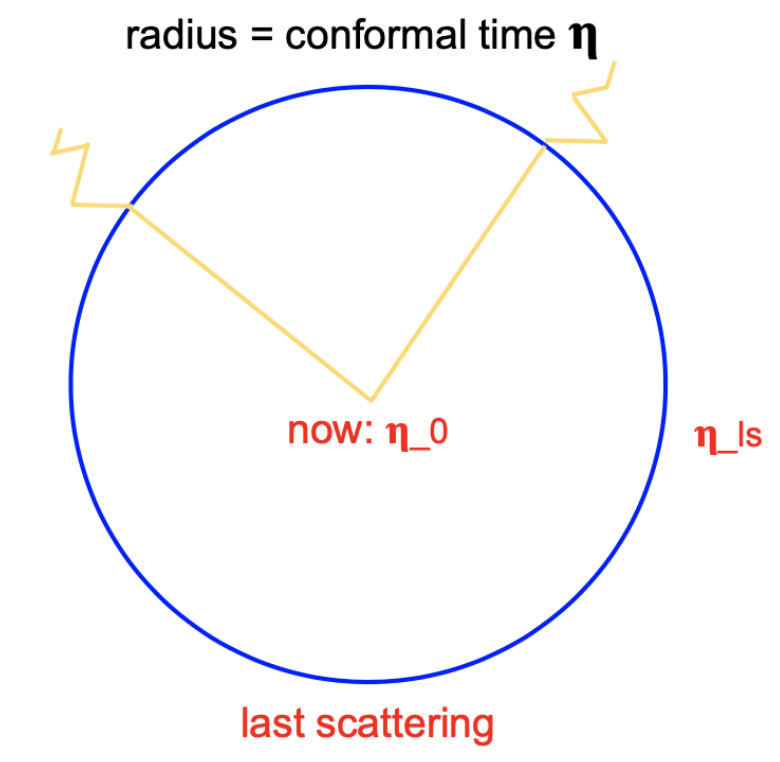
Синє коло — це поверхня реліктове випромінювання, яку ми спостерігаємо під час останнього розсіювання. Жовті лінії описують, як фотони розсіювалися до епохи рекомбінації, а потім вільно текли. Спостерігач сидить у центрі в даний час. Для довідки.

Вважається, що роз’єднання, або останнє розсіювання, відбулося приблизно через 300 000 років після Великого вибуху, або при червоному зміщенні приблизно {\displaystyle z_{rec}\approx 1100}. Ми можемо визначити як приблизний кутовий діаметр Всесвіту, так і фізичний розмір горизонту частинок, який існував у той час.
Відстань кутового діаметра, в термінах червоного зсуву {\displaystyle z}, описується співвідношенням {\displaystyle d_{A}(z)=r(z)/(1+z)}. Якщо ми припустимо плоску космологію, то
{\displaystyle r(z)=\int _{t_{em}}^{t_{0}}{\frac {dt}{a(t)}}=\int _{a_{em}}^{1}{\frac {da}{a^{2}H(a)}}=\int _{0}^{z}{\frac {dz}{H(z)}}.}
Епоха рекомбінації відбулася під час домінування матерії у Всесвіті, тому ми можемо апроксимувати {\displaystyle H(z)} як {\displaystyle H^{2}(z)\approx \Omega _{m}H_{0}^{2}(1+z)^{3}}. Зібравши ці вирази разом, ми бачимо, що відстань кутового діаметра або розмір спостережуваного Всесвіту для червоного зсуву {\displaystyle z_{rec}\approx 1100} дорівнює
{\displaystyle r(z)=\int _{0}^{z}{\frac {dz}{H(z)}}={\frac {1}{{\sqrt {\Omega _{m}}}H_{0}}}\int _{0}^{z}{\frac {dz}{(1+z)^{3/2}}}={\frac {2}{{\sqrt {\Omega _{m}}}H_{0}}}\left(1-{\frac {1}{\sqrt {1+z}}}\right).}
Оскільки {\displaystyle z\gg 1}, ми можемо апроксимувати наведене вище рівняння як
{\displaystyle r(z)\approx {\frac {2}{{\sqrt {\Omega _{m}}}H_{0}}}.}
Підставляючи це в наше визначення відстані кутового діаметра, ми отримуємо
{\displaystyle d_{A}(z)\approx {\frac {2}{{\sqrt {\Omega _{m}}}H_{0}}}{\frac {1}{1+z}}.}
З цієї формули ми отримуємо відстань кутового діаметра космічного мікрохвильового фону  {\displaystyle d_{A}(1100)\approx 14\ \mathrm {Mpc} }.
Горизонт частинок описує максимальну відстань, яку легкі частинки могли подолати до спостерігача, враховуючи вік Всесвіту. Ми можемо визначити супутню відстань для віку Всесвіту на момент рекомбінації за допомогою виразу для r{\displaystyle r(z)}, отриманого вище:
{\displaystyle d_{\text{hor,rec}}(z)=\int _{0}^{t(z)}{\frac {dt}{a(t)}}=\int _{z}^{\infty }{\frac {dz}{H(z)}}\approx {\frac {2}{{\sqrt {\Omega _{m}}}H_{0}}}\left[{\frac {1}{\sqrt {1+z}}}\right]_{z}^{\infty }\approx {\frac {2}{{\sqrt {\Omega _{m}}}H_{0}}}{\frac {1}{\sqrt {1+z}}}}

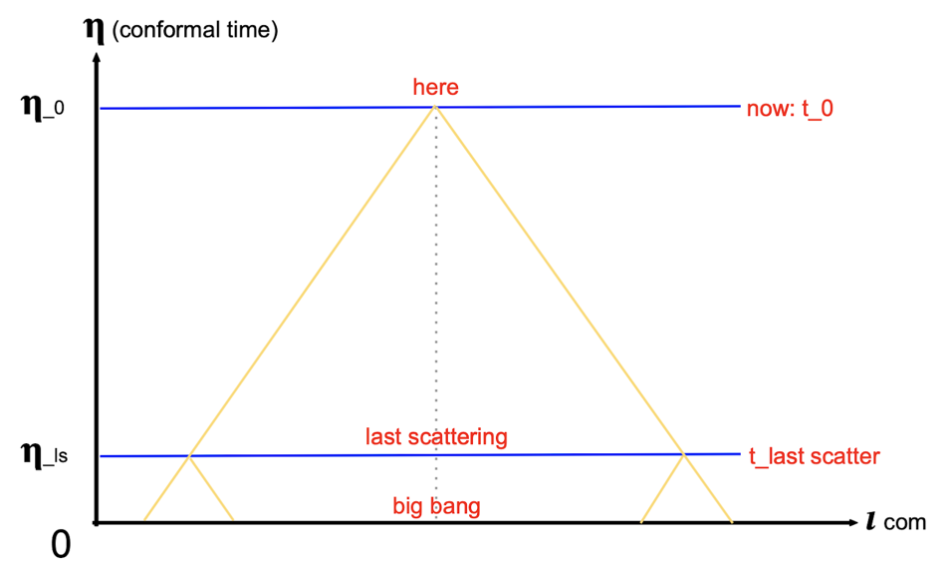
Ця діаграма часопростору показує, як інфляція змінює світлові конуси для двох легких частинок, розташованих на деякій відстані одна від одної в момент останнього розсіювання, щоб вони могли перетинатися. У цьому сценарії вони перебувають у причинному контакті та можуть обмінюватися інформацією один з одним. Горизонтальна вісь – відстань наближення, вертикальна вісь – конформний час, а одиниці мають швидкість світла як 1.

Щоб отримати фізичний розмір горизонту частинок {\displaystyle D} ,
{\displaystyle D(z)=a(z)d_{\text{hor,rec}}={\frac {d_{\text{hor,rec}}(z)}{1+z}}}
{\displaystyle D(1100)\approx 0.03~{\text{radians}}\approx 2^{\circ }}
Ми очікуємо, що будь-яка область реліктового випромінювання в межах 2 градусів від кутового поділу перебувала в причинному контакті, але в будь-якому масштабі більше 2° обмін інформацією не мав бути.
Області реліктового випромінювання, які розділені більше ніж на 2°, лежать за межами горизонтів частинок одна одної та причинно роз’єднані. Проблема горизонту описує той факт, що ми бачимо ізотропію температури реліктового випромінювання по всьому небу, незважаючи на те, що все небо не перебуває в причинному контакті для встановлення теплової рівноваги. Зверніться до діаграми часопростору праворуч для візуалізації цієї проблеми.
Якщо Всесвіт починався з навіть трохи різними температурами в різних місцях, реліктове випромінювання не повинно бути ізотропним, якщо немає механізму, який вирівнює температуру до моменту роз’єднання. При цьому, все ж таки реліктове випромінювання має однакову температуру на всьому небі, 2.726 ± 0.001 K .

## Інфляційна модель

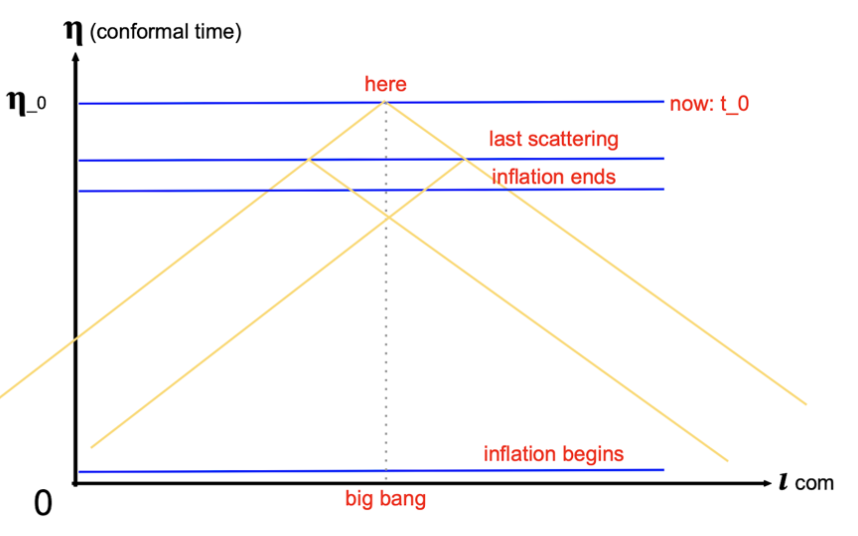
Ця діаграма часопростору показує, як інфляція змінює світлові конуси для двох легких частинок, розташованих на деякій відстані одна від одної в момент останнього розсіювання, щоб вони могли перетинатися. У цьому сценарії вони перебувають у причинному контакті та можуть обмінюватися інформацією один з одним. Горизонтальна вісь – відстань наближення, вертикальна вісь – конформний час, а одиниці мають швидкість світла як 1.

Теорія космічної інфляції намагалася вирішити цю проблему, встановивши 10−32-секундний період експоненціального розширення в першу секунду історії Всесвіту внаслідок взаємодії скалярного поля . Згідно з інфляційною моделлю, Всесвіт збільшився в розмірах більш ніж у 1022, починаючи з малої та причинно пов’язаної області, яка майже перебувала в стані рівноваги. Потім інфляція швидко розширила Всесвіт, ізолюючи сусідні регіони часопростору, вирощуючи їх за межі причинного контакту, фактично «замикаючи» однорідність на великих відстанях. По суті, інфляційна модель припускає, що Всесвіт був повністю в причинному контакті в дуже ранньому Всесвіті. Потім інфляція розширює цей всесвіт приблизно на 60 електронних згортань (фактор масштабу збільшується на коефіцієнт {\displaystyle e^{60}} ). Ми спостерігаємо реліктове випромінювання після інфляції в дуже великих масштабах. Він підтримував теплову рівновагу до такого великого розміру завдяки швидкому розширенню від інфляції.
Одним із наслідків космічної інфляції є те, що анізотропії Великого вибуху через квантові флуктуації зменшуються, але не усуваються. Відмінності в температурі космічного фону згладжуються космічною інфляцією, але вони все ж існують. Теорія передбачає спектр для анізотропії мікрохвильового фону, який здебільшого узгоджується зі спостереженнями WMAP і COBE . 
Однак однієї тільки сили тяжіння може бути достатньо, щоб пояснити цю однорідність.

## Теорії змінної швидкості світла
Космологічні моделі, що використовують змінну швидкість світла, були запропоновані для вирішення проблеми горизонту та надання альтернативи космічній інфляції. У моделях змінної швидкості світла фундаментальна константа c, що позначає швидкість світла у вакуумі, є більшою в ранньому Всесвіті, ніж її теперішнє значення, фактично збільшуючи горизонт частинок під час роз’єднання достатньо, щоб врахувати спостережувану ізотропію реліктового випромінювання.

## Дивіться також
- Магнітний монополь